# Svälten i Persien 1917–1919
Svälten i Persien 1917-1919 var en tid av massvält i Persien, Iran, under första världskriget. Enligt vissa uppskattningar kan svälten ha lett till döden av halva Persiens dåvarande befolkning, ca 10 miljoner människor dog, vilket skulle göra det till en av de dödligaste exemplen på hungersnöd under 1900-talet. 

## Bakgrund
Under början av första världskriget var delar av Persien ockuperat av både Storbritannien och Ryssland, enligt en överenskommelse sluten 1907. Detta gjorde landet till en strategisk zon i kriget, även om Persien förklarat sig neutralt och ockupanterna inte hade några planer på att kriga i landet. Centralmakterna initierade dock strider i området, för att kunna distrahera brittiska och ryska styrkor och på så sätt skifta balansen på de europeiska slagfälten. Som konsekvens följde en period av plundring, mord och allmän instabilitet hos den persiska befolkningen. Stora delar av befolkningen motsatte sig även ockupationen av Ryssland samt Storbritannien, vilket ledde till stridigheter mellan dessa staters styrkor och civila.

## Händelser
Under åren 1917 och 1918 var nederbörden låg, vilket ledde till en storskalig torka i Persien. Under samma period spred sig skadedjur, vilka påverkade skörden negativt. De krigande styrkorna från Storbritannien, Ryssland och Osmanska riket köpte även upp mycket av det vete som producerades. Den persiska befolkningen lämnades därför med ett underskott av mat, vilket gav upphov till massvält. Historiska källor visar även på att styrkorna använde sig av den brända jordens taktik, för att se till att fienden ej skulle få tillgång till förnödenheter.
Persiens regering hade samtidigt svårt att hjälpa folket under svälten. Detta berodde till stor del på den ekonomiska situation som regeringen befann sig i. Under perioden ockuperade nämligen brittiska styrkor oljefälten och hade därför kontroll över landets olja, vilket tidigare hade utgjort landets största exportvara. Under en tid samlade även de ockuperande arméerna in skatten från lokalbefolkningen och de hade även kontroll över tullen. Därför var statens inkomster markant minskade under svälten och deras möjligheter att hjälpa den inhemska befolkningen begränsade.
Under våren 1918 bröt även Spanska sjukan, influensan, ut i Persien. Detta skedde på flera håll i landet samtidigt, troligtvis spritt av de många främmande arméerna i landet. Influensautbrottet i Persien har rapporterats vara mycket dödligare än i resten av världen under samma period och att dödligheten var högst utanför städerna. En uppskattning ger att 10-25% av befolkningen i rurala områden dog under sjukdomens spridning, 1918-1919. Detta skulle innebära en dödlighet mellan 8% och 21,7% för hela befolkningen. Dödligheten kan ha delvis förhöjts av den samtida svälten.
Det har rapporterats att 8-10 miljoner persiska invånare dog under massvälten. Detta skulle betyda att nästan halva befolkningen dog under perioden, då befolkningen låg på cirka 20 miljoner år 1914. Massvälten var i så fall en av de största i världen under 1900-talet.